# 댄서의 순정
《댄서의 순정》은 박영훈 감독의 로맨스 영화이다.

## 캐스팅
- 문근영 : 장채린 역
- 박건형 : 나영새 역
- 박원상 : 마상두 역
- 윤찬 : 정현수 역
- 이대연 : 김 과장 역
- 김기수 : 이철용 역
- 정유미 : 오미수 역
- 김지영 : 은혜 역
- 이정희 : 이서영 역
- 장해성 : 오걸윤 역
- 우기홍 : 유선교 역
- 이원익 : 이기철 역
- 김지홍 : 서명준 역
- 허종수 : 출입국 남직원 1 역
- 박현규 : 출입국 남직원 2 역
- 이서원 : 출입국 여직원 1 역
- 김미정 : 출입국 여직원 2 역
- 노진원 : 양아치  역
- 정인기 : 지배인  역
- 김병일 : 출국인 1 역
- 이익형 : 출국인 2 역
- 장남열 : 편의점 직원 역
- 장일수 : 세관 검시원 역
- 최진석 : 접수처 직원 역
- 이재구 : 사진사 역
- 김별 : 영수 역
- 김태훈 : 댄싱사회자 역
- 임진승 : 웨이터 역
- 전은경 : 세관 여직원 역
- 최경원 : 불법체류남  역
- 김인희 : 발레무용수 1 역
- 김은경 : 발레무용수 2 역
- 김희정 : 발레무용수 3 역
- 남은선 : 발레무용수 4 역
- 황형순 : 발레무용수 5 역
- 정은실 : 영새 파트너 역
- 임지연 : 철용 파트너 역
- 류지원 : 기철 파트너 역
- 현이리 : 대회장 선수들 역
- 김강신 : 대회장 선수들 역
- 조재훈 : 대회장 선수들 역
- 정해명 : 대회장 선수들 역
- 심재우 : 대회장 선수들 역
- 이원국 : 대회장 선수들 역

## 수상 경력
- 2005년 제4회 대한민국 영화대상
  - 신인남우상 - 박건형
- 2005년 제42회 대종상
  - 여자인기상 - 문근영
- 2006년 제29회 황금촬영상
  - 최우수 인기여우상 - 문근영